# Università statale del Tennessee
La Tennessee State University (conosciuta anche come TSU) è un'università pubblica statunitense, storicamente afroamericana, con sede a Nashville in Tennessee.

## Storia
Fondata nel 1912, offre 38 Bachelor's degree, 24 Master's degree e 7 Ph.D.
Nel corso degli anni, ha mutato nome in varie occasioni. Venne fondata come  Tennessee Agricultural & Industrial State Normal School for Negroes; nel 1925 divenne Tennessee Agricultural & Industrial State Normal College e nel 1927 Tennessee Agricultural & Industrial State College. Dal 1968 mantiene l'attuale denominazione.

## Sport
Le squadre sportive della TSU sono chiamate "Tigers" (maschili) e "Lady Tigers" (femminili). Membri della Ohio Valley Conference, competono nella NCAA Division I.
Dal 2019, la squadra maschile di pallacanestro delle stagioni 1957, 1958 e 1959 fa parte del Membri del Naismith Memorial Basketball Hall of Fame. Fu infatti la prima squadra di college afroamericana a vincere un campionato nazionale (NAIA) e la prima a vincerne tre consecutivi. Della squadra facevano parte, fra gli altri: John McLendon, Dick Barnett e John Barnhill.